# Ostrogoți

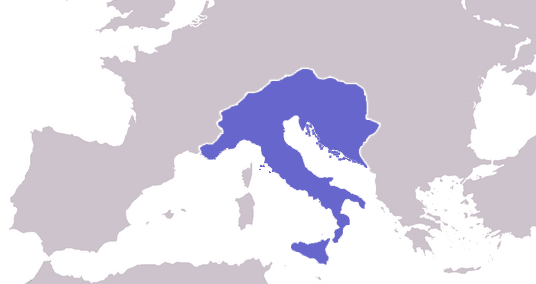
Regatul ostrogoților la maxima extindere, în timpul domniei lui Theodoric cel Mare.

Ostrogoții formează una din ramurile goților, popor germanic venit din regiunile Mării Baltice și stabilit în secolul al IV-lea pe un teritoriu care astăzi aparține Ucrainei și Rusiei meridionale, la nord de Marea Neagră. Cealaltă ramură era cea a vizigoților. Ei au jucat un rol considerabil în evenimentele de la sfârșitul Imperiului Roman.

## Etimologia termenului „Ostrogoți”
Contrar unei idei false, dar încă larg încetățenită, totuși combătută de istoriografie, termenul „ostrogot” ar avea semnificația „got din est”, iar cel de „vizigot” ar avea semnificația de „got din vest”. Dacă începând cu secolul al V-lea, vizigoții s-au instalat efectiv în Hispania, iar ostrogoții în est (în Imperiul Bizantin, apoi în Italia), situările lor geografice inițiale erau inversate, la începutul migrațiilor lor din secolul precedent, când cele două ramuri ale goților se aflau pe malurile Pontului Euxin.
În realitate, studiul lingvistic al rădăcinilor lexicale dă o interpretare mai puțin prozaică celor doi termeni: cel de vizigot provine din vizi („înțelept”) și got, respectiv termenul ostrogot provine din ostro („strălucitor”) și got. În pofida acestor semnificații, semnificația tradițională, „goți din vest”, s-a răspândit, prin coruperea termenului, în limba germană, unde ea s-a impus sub forma de „Westgoten”.

## Istorie
Cele două ramuri ale goților, ostrogoții și vizigoții, împărțeau trăsături culturale comune și nu formau, totuși, potrivit istoricului got Iordanes, decât o singură «națiune». Între altele, goții recunoșteau o divinitate tutelară comună, pe care romanii o asociau cu Marte. Separarea lor, mai exact migrația triburilor de vest spre provincia romană Dacia, a fost rezultatul suprapopulării regiunii de la nord de Marea Neagră, unde ostrogoții își stabiliseră un vast și puternic regat. Gepizii, un alt popor germanic, au devenit vasalii și rivalii lor.
Învinși de huni în regiunea din nordul Mării Negre și obligați să-i urmeze în expedițiile lor prădătoare, ostrogoții se găseau, după moartea lui Attila, în Panonia. Sub conducerea lui Theodoric, în 489, ostrogoții sunt trimiși de împăratul Zenon al Imperiului Roman de Est în Occident, acolo unde în 476, Odoacru îl detronase pe ultimul împărat roman de la Roma, Romulus Augustulus. Theodoric și armata sa reușesc să-l învingă pe Odoacru, iar în 493, triburile ostrogotice devin stăpâne ale Italiei. 
Din Ravenna, Theodoric guvernează peste goți și romani. După moartea sa, în 526, succesorii goți nu mai reușesc să asigure echilibrul statului, iar de tulburările interne se folosește împăratul roman de la Constantinopol, Iustinian, care intervine în Italia pentru a-i înlătura pe ostrogoți. Armata Imperiului Roman de Răsărit (bizantină) luptă împotriva goților din Italia din 534 până în 555, reușind să desființeze statul ostrogot, dar nu reușește să consolideze din nou peninsula italică, și astfel, în curând, Italia de Nord a fost cucerită de longobarzi (569).